# Великебоброво
Великебоброво (рос. Большебоброво) — село в Желєзногорському районі Курської області Російської Федерації.
Населення становить 65 осіб. Входить до складу муніципального утворення Копенська сільрада.

## Історія
Населений пункт розташований на території українського етнічного та культурного краю Східна Слобожанщина.
Від 2004 року входить до складу муніципального утворення Копенська сільрада.

## Населення
| 1866 | 1877 | 1897 | 1926 | 1979 | 2002 | 2010 |
| ---- | ---- | ---- | ---- | ---- | ---- | ---- |
| 524  | ↗588 | ↗656 | ↗823 | ↘295 | ↘108 | ↘65  |